# RANSAC
RANSAC é uma abreviatura de "RANdom SAmple Consensus". É um método iterativo para estimar os parâmetros de um modelo matemático.
Dado um modelo que requer um mínimo de n pontos para instanciar seus parametros livres, e um conjunto de pontos P, tal que o numero de pontos em P é maior que n, seleciona randomicamente um subconjunto S1 de n pontos de P e instancia o modelo. Usa-se o modelo instanciado M1 para determinar o subconjunto S1* de pontos em P que estao dentro de um erro tolerável de M1. O conjunto S1* é chamado de conjunto consenso de S1.
Se o número de elementos de S1* é maior que certo limite t, que é função da estimativa do número de erros grosseiros em P, usar S1* para computar (possivelmente com Mínimos Quadrados) um novo modelo M1*.
Se o número de elementos de S1* é menor do que t, seleciona-se randomicamente um novo subconjunto S2 e repete-se o processo acima. Se, após um número predeterminado de tentativas, nenhum conjunto consenso com t ou mais membros tiver sido encontrado, ou soluciona-se o modelo com o maior conjunto consenso, ou termina-se com falha.

## Exemplo
Como um exemplo simples, podemos considerar a tarefa de regressão linear em duas dimensões de um conjunto de dados. Assumindo que este conjunto contém tanto inliers, isto é, pontos que aproximadamente podem ser ajustados a uma função, e outliers, pontos que não podem ser ajustados a esta função, um método simples de mínimos quadrados resultará em uma função com um ajuste ruim para os dados, visto que o método dos mínimos quadrados procura ajustar uma linha entre todos os pontos sendo inliers ou outliers.
O RANSAC, por outro lado, tenta excluir os outliers e encontrar um modelo que utilize apenas os inliers em seu cálculo. Isso é feito ajustando o modelo a várias amostragens aleatórias dos dados e retornando o modelo que melhor se ajusta a um subconjunto dos dados. Dessa forma, um subconjunto aleatório que consista inteiramente de inliers terá o melhor ajuste do modelo. Entretanto na prática, não há garantia de que um subconjunto totalmente de inliers será amostrado aleatoriamente, e a probabilidade de sucesso do algoritmo depende da proporção de inliers nos dados, bem como da escolha de vários parâmetros do algoritmo.

Um conjunto de dados com muitos outliers para os quais uma linha deve ser ajustada.
regressão linear com RANSAC; outliers não têm influência no resultado.